# 小行星序號
小行星序號適用於小行星和矮行星，由國際天文聯合會設置的分支機構小行星中心處理。它們最後的完整格式包含三個部份：依據發現的先後順序配賦的文字與數字，軌道確定後給予的編號，以及由發現者所指定或臨時的名字,，語法上則是(數字) 名稱，像是(50000) Quaoar和(90377) Sedna；也有將括號省略，直接記為50000 Quaoar和90377 Sedna，完全依據天文學家或學報的選擇。然而，在實際上，數字可能是作為編目和詞條最合理和有效的選擇，並且也許完全被採納了。
自從伽利略發現木星的衛星之後，小行星的衛星 (像是(87) Sylvia I Romulus) 的名稱，就斷斷續續的使用羅馬數字來標示。 
彗星的名稱也由小行星中心處理，但是彗星使用另一套大同小異的編目系統。

## 歷史
在1851年，總共只發現了15顆小行星，因此除了一顆之外，每一顆都有專屬的符號。這些符號越來越複雜，而且每次都需要用手繪製，也使天文學家覺得有些困難。
這些困難在1851年被Benjamin Apthorp Gould解決了，他建議依照發現的順序來命名，使用數字和文字的循環來代替符號。這種規則很就實現了，並且當小行星的數量迅速的增加時，原來的規則也迅速的修正並擴充成正式的名稱。
它很快的就簡化成數字後面跟隨著名稱："(4) Vesta"，並且從有括號的演變成沒有括號的"4 Vesta"。其他的變化，包括"(4) "，單獨只標示數字；和"4, Vesta"，無論完整或欠缺不全的都在1949年終結。
一個未依照發現順序裁決的例外是冥王星的序號，它在2006年之前還被天文学界视作是一顆行星，因此沒有序號。在改分類為矮行星之後，被賦予134340的序號。

## 外部連結
- IAU FAQ on minor planets
- MPC explanation of provisional designations （页面存档备份，存于）
- Dr. James Hilton（英语：James L. Hilton）, When Did the Asteroids Become Minor Planets?